# Jeff Saturday
Jeffrey Bryant Saturday (Atlanta, 18 giugno 1975) è un ex giocatore di football americano e allenatore di football americano statunitense che ha militato nel ruolo di centro nella National Football League (NFL). Firmò coi Baltimore Ravens come free agent non scelto nel Draft NFL 1998. Al college ha giocato a football a North Carolina.
Saturday giocò la maggior parte della carriera per gli Indianapolis Colts, con cui vinse un anello del Super Bowl, venendo selezionato quattro volte per la formazione ideale della stagione All-Pro e per cinque Pro Bowl, più un altro Pro Bowl coi Green Bay Packers nell'ultima stagione della carriera

## Carriera professionistica

### Baltimore Ravens
Saturday non venne selezionato nel Draft 1998 ma i Baltimore Ravens lo firmarono come free agent il 27 aprile 1998, solo per svincolarlo il 12 giugno 1998.

### Indianapolis Colts
Gli Indianapolis Colts firmarono Saturday come free agent il 7 gennaio 1999. Nella sua stagione da rookie, Saturday giocò come riserva di Steve McKinney, guadagnandosi il debutto da titolare il 21 novembre 1999, contro i Philadelphia Eagles. Dopo due sole gare disputate come titolare nel 1999, Saturday giocò come da titolare tutte le 16 gare della stagione regolare 2000 dei Colts e continuò a partire dall'inizio per un totale di 86 gare consecutive, prima di rimanere fuori dai campi di gioco per un infortunio per due gare consecutive nel dicembre 2004. Saturday trascorse 12 stagioni come centro titolare dei Colts divenendo l'ancora della linea offensiva dei Colts, la quale concesse il minor numero di sack sul quarterback della lega nelle stagioni 2004, 2005 e 2006. Saturday tentò anche un passaggio, durante una gara del 2004, che si rivelò un incompleto.
Malgrado i Colts avessero vinto almeno 10 gare della stagione regolare per cinque anni consecutivi guidati dal capo-allenatore Tony Dungy, la squadra non riuscì a raggiungere il Super Bowl, venendo eliminata di playoff della AFC dal 2002 al 2005. Nel 2006, i Colts terminarono 12-4 nella stagione regolare, classificandosi al terzo posto della AFC nella griglia dei playoff. Il 21 gennaio 2007, Saturday contribuì alla vittoria dei Colts nella finale della AFC contro i New England Patriots quando recuperò un fumble di un compagno di squadra nella end zone e segnò un touchdown. Saturday provvide anche ad effettuare il blocco chiave su Vince Wilfork che permise la corsa con cui Joseph Addai segnò il touchdown della vittoria. Peyton Manning, all'epoca quarterback dei Colts e amico di lunga data di Saturday, dichiarò che Saturday desiderava che quella giocata venisse soprannominata "The Block". Due settimane dopo, Saturday e i Colts trionfarono nel Super Bowl XLI contro i Chicago Bears.
Il 26 febbraio 2009, Saturday firmò un contratto triennale del valore di 13 milioni di dollari coi Colts, compresi 7,4 milioni di bonus alla firma.
Durante i suoi anni coi Colts, Saturday partì come titolare in 188 delle sue 197 gare disputate. Dopo la stagione 2011 divenne un free agent.

### Green Bay Packers
Saturday firmò un contratto biennale coi Green Bay Packers il 23 marzo 2012. Il 26 dicembre, Saturday fu convocato per il suo sesto Pro Bowl. Dopo il Pro Bowl, Jeff annunciò il suo ritiro dopo 14 anni di carriera.

## Palmarès
- Super Bowl : 1 Vittoria del Super Bowl XLI
- (6) Pro Bowl (2005, 2006, 2007, 2009, 2010, 2012)
- (2) First-team All-Pro (2005, 2007)
- (2) Second-team All-Pro (2006, 2009)
- Offensive Lineman dell'anno (2007)

### Record come capo-allenatore
| Squadra  | Anno     | Stagione regolare | Stagione regolare | Stagione regolare | Stagione regolare | Stagione regolare     | Play-off | Play-off | Play-off  |
| Squadra  | Anno     | Vinte             | Perse             | Pari              | %                 | Posizione             | Vinte    | Perse    | Risultato |
| -------- | -------- | ----------------- | ----------------- | ----------------- | ----------------- | --------------------- | -------- | -------- | --------- |
| IND      | 2022     | 1                 | 7                 | 0                 | .125              | terzo nella AFC South | –        | –        | –         |
| Carriera | Carriera | 1                 | 7                 | 0                 | .125              |                       | –        | –        |           |